# Bell 427
Bell 427 — лёгкий многоцелевой вертолёт.
Разработан американской фирмой Bell Helicopter Textron, в создании участвовала корейская фирма Samsung Aerospace Industries.  Прототипом послужила модель Bell 407 с полностью переработанном фюзеляжем и увеличенной на 8 % кабиной. На вертолёте использована новая динамическая система аналогичная установленной на военном вертолёте Bell OH-58D, также включающая изготовленный полностью из композитных материалов четырёхлопастной основной винт.
Полномасштабный макет вертолёта был впервые представлен на выставке в Фарнборо в сентябре 1996 года. Первый полёт состоялся в конце 1997 года. В 1999 году вертолёт был сертифицирован. Первые вертолёты были заказаны фирмой Petroleum Helicopters (англ.) в 2000 году.
Стоимость вертолёта составляет около 2,3-2,94 миллионов долларов США.

## Тактико-технические характеристики
Приведённые характеристики соответствуют модификации Bell 427.
Источник данных: Jane's 

Технические характеристики
- Экипаж: 2 пилота
- Пассажировместимость: 6 пассажиров
- Грузоподъёмность: 1 220 кг
- Длина: 12,99 м
- Длина фюзеляжа: 10,94 м
- Диаметр несущего винта: 11,28 м
- Диаметр рулевого винта: 1,73 м
- Ширина фюзеляжа: 2,29 м (по полозья)
- Высота: 3,32 м
- Площадь, ометаемая несущим винтом: 99,89 м²
- Масса пустого: 1 751 кг
- Максимальная взлётная масса: 2 880 кг
  - с подвеской: 2 971 кг
- Объём топливных баков: 770 л
- Силовая установка: 2 × турбовальных Pratt & Whitney Canada PW207D
- Мощность двигателей: 2 × 710 л.с. (2 × 529 кВт (взлётная))Габариты грузовой кабины
- Высота: 1,3 м

Лётные характеристики
- Максимально допустимая скорость: 259 км/ч
- Максимальная скорость: 252 км/ч (у земли)
- Крейсерская скорость: 246 км/ч (у земли)
- Практическая дальность: 716 км
- Продолжительность полёта: 4 часа
- Практический потолок: 3 050 м
- Статический потолок:  
  - с использованием эффекта земли: 2 745 м
  - без использования эффекта земли: 533 м
- Нагрузка на диск: 29,74 кг/м²
- Тяговооружённость: 219,3/200,8 Вт/кг (на трансмиссию без/с подвеской)

## Операторы

### Военные
- Парагвай — 1 Bell 427 (VIP), по состоянию на 2016 год[2]